# Оттава (Квебек)

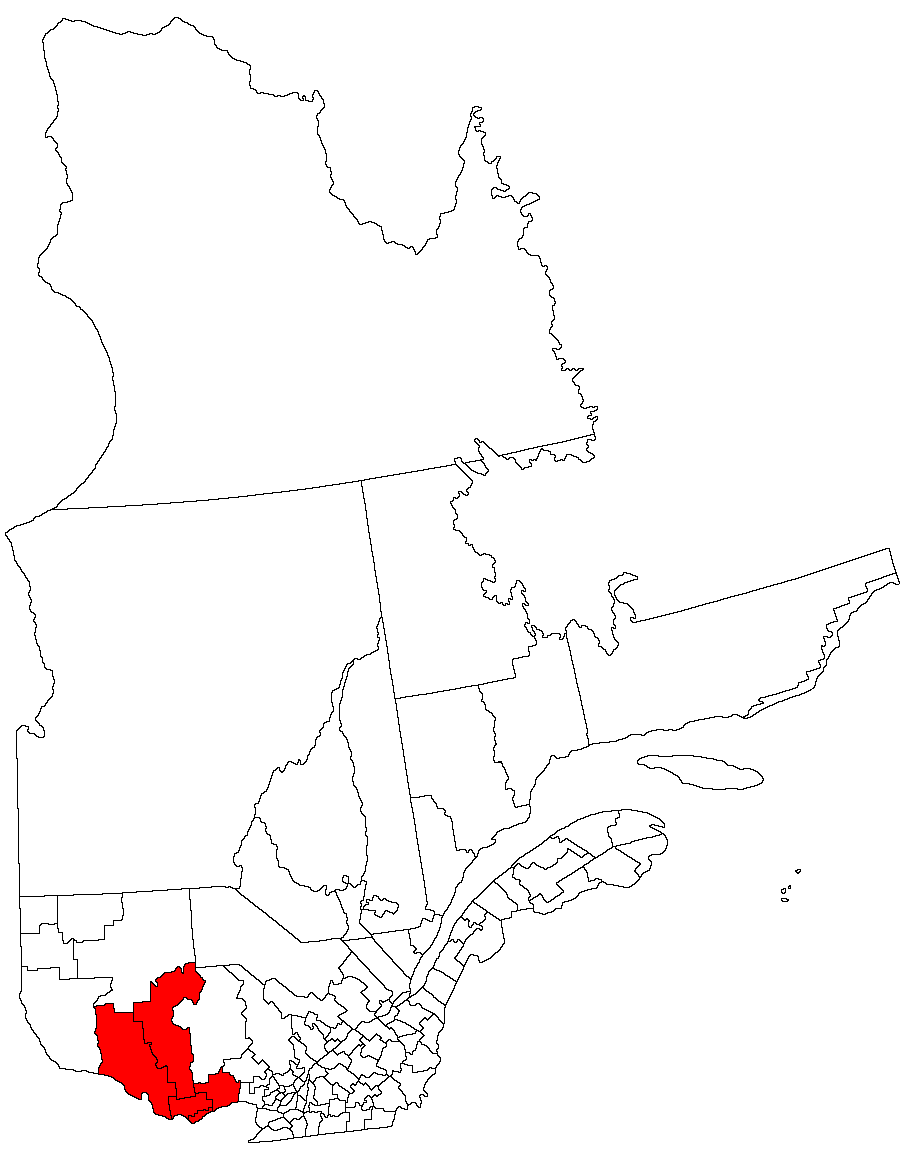
Оттава́ на мапі Квебеку

Оттава́ (фр. Outaouais) — адміністративний регіон на заході канадської провінції Квебек, на північному березі річки Оттава (фр. Rivière des Outaouais). У списку регіонів має умовний номер «07».
Населення — 376 268 (2013), площа — 30 504 км².
Найбільше місто — Гатіно. Крім того, включає регіональних муніципалітети та 75 звичайних муніципалітетів.